# Prionolabis acutistylus
Prionolabis acutistylus là một loài ruồi trong họ Limoniidae. Chúng phân bố ở miền Cổ bắc.